# Ararat Arrakelian
Ararat Arrakelian (orm. Արարատ Առաքելյան ur. 1 lutego 1984 w Erywaniu, Armeńska SRR) – ormiański piłkarz, grający na pozycji pomocnika, reprezentant Armenii.

## Kariera piłkarska

### Kariera klubowa
W 2001 rozpoczął karierę piłkarską w zespole Malatia Erywań, skąd po rozwiązaniu klubu w 2002 przeszedł do Bananca Erywań. Na początku 2008 został piłkarzem Metałurha Donieck. Na początku 2010 powrócił do Bananca.

### Kariera reprezentacyjna
Od 2002 jest zawodnikiem młodzieżowej, a od 2005 pierwszej reprezentacji Armenii.

### Sukcesy klubowe
- zdobywca Pucharu Armenii: 2007